# Anne-Marie Ekström
Anne-Marie Elisabet Ekström, född 22 januari 1947 i Västra Husby församling, Östergötlands län, är en svensk politiker (liberal). Hon var ordinarie riksdagsledamot för Folkpartiet liberalerna 2002–2006, invald för Västra Götalands läns södra valkrets.
I riksdagen var hon suppleant i skatteutskottet och socialförsäkringsutskottet.
Ekström är sedan oktober 2018 andre vice ordförande i Borås kommuns kommunfullmäktige.